# Pomacentrus aquilus
Pomacentrus aquilus là một loài cá biển thuộc chi Pomacentrus trong họ Cá thia. Loài này được mô tả lần đầu tiên vào năm 1980.

## Từ nguyên
Từ định danh aquilus trong tiếng Latinh có nghĩa là "sẫm màu", hàm ý đề cập đến màu sắc tổng thể của loài cá này.

## Phạm vi phân bố và môi trường sống
Từ Biển Đỏ và vịnh Ba Tư, phạm vi của P. aquilus trải dài dọc theo đường bờ biển Đông Phi đến Kenya và Madagascar. P. aquilus sinh sống tập trung gần những rạn san hô ngoài khơi ở độ sâu đến 15 m.

## Mô tả
Chiều dài lớn nhất được ghi nhận ở P. aquilus là 12 cm. Cá trưởng thành có màu nâu sẫm, vảy cá có viền đen tạo thành kiểu hình mắt lưới trên thân của chúng. Gốc vây ngực có một đốm đen. Cá con có nhiều màu sắc hơn: thân màu vàng với hai dải sọc xanh lam óng từ đỉnh đầu kéo ngược ra sau lưng, còn vây lưng có đốm đen lớn viền xanh ở phía sau.
Số gai ở vây lưng: 14; Số tia vây ở vây lưng: 13–15; Số gai ở vây hậu môn: 2; Số tia vây ở vây hậu môn: 14–15; Số gai ở vây bụng: 1; Số tia vây ở vây bụng: 5; Số tia vây ở vây ngực: 17–19; Số vảy đường bên: 17–19.

## Sinh thái học
Thức ăn của P. aquilus bao gồm tảo và các loài động vật phù du. Cá đực có tập tính bảo vệ và chăm sóc trứng.